# Aelurillus kopetdaghi
Aelurillus kopetdaghi är en spindelart som beskrevs av Wesolowska 1996. Aelurillus kopetdaghi ingår i släktet Aelurillus och familjen hoppspindlar. Inga underarter finns listade i Catalogue of Life.